# 竇智孔
竇 智孔（ドウ・ジーコン、1979年9月28日 - ）は台湾台北市出身の俳優、歌手。英名はボビー・ドウ（Bobby Dou）。身長174cm。

## 人物・来歴
- 1979年、台北市で生まれるが、父親の仕事の都合上、幼稚園の年長組のときに台北市から高雄市に引っ越す。
- 小学校に上がり、そうとうな「やんちゃ坊主」だったため、体育教師のすすめでドッジボールを始める。彼が加入したおかげで青山国民小学は大会で一位に輝いたことがある。
- 中学校に入り、かなりモテていたようで、朝登校すると机の上には、ラブレターや朝ごはん、プレゼントが置いてあり、クラスメイトにおすそわけしていた。
- 中学を卒業し、南台工専門機械工程科に進学。数字が嫌いだったので、一番数字とは関係なさそうという理由で志望した。
- 夏休みには例年海岸へクラスメイトらと泳ぎに行っていた。ある日、海岸にいるところをプロデューサー・小虫の目に留まり歌手としてスカウトされた。
- 1995年、正式にロックレコードに加入。発声法やダンスなどの講義を受ける。プロデューサーの小虫が他の歌手の仕事でロサンゼルスに行っていたため、アルバムの発売などは行われず、弁当の買出しやADのアルバイトをしながら生活をしていた。
- 1998年8月、ファーストアルバム「Cool Eyes」を発売。
- 2000年3月、「大医院小医師」でドラマデビュー。その後、「追風少年～ワンダフル・ライフ」や「単身宿舍連環炮」といったドラマに出演。
- 2006年、「天外飛仙」で中国ドラマに初出演。これが金庸作品を多く手がけるプロデューサー・張紀中の目に止まり、「碧血剣」の主役・袁承志に抜擢される。この演技が認められ、第3回「テレビドラマ風雲盛典」で香港・台湾俳優部門の新人賞を受賞した。
- 2017年3月8日、長男が誕生[1]。
- 2021年9月、旅番組「台灣第一等」で第56屆電視金鐘奨の生活風格節目主持人獎にノミネートされた[2]。

## 主な出演作品

### テレビドラマ
- 大医院小医師（2000年、台湾PTS） - 阿邦 役
- 煙雨江南（2001年）
- 愛上痞子男（2002年） - 徐子東 役
- 赴宴（2003年、台湾PTS） - 郭泉溪 役
- 単身宿舍連環炮（2003年、原作：「ツルモク独身寮」）
- 愛情風暴 美麗九九（2004年、台湾CTV） - 高飛 役
- 情陥夜中環（2005年、香港aTV） - 程楽天 役
- 天外飛仙（2006年、台湾CTV、香港aTV）- 上官浩淇 役
- 碧血剣 （2007年、中国CCTV） - 袁承志 役
- 北平往事（2007年、中国CCTV） - 潘安 役
- 牽牛花開的日子（2008年、台湾CTV） - 夏慶俊 役
- 歓喜来逗陣（2008年、台湾CTS） - 李政新 役
- 魔女18號（2009年、台湾CTS） - 朱耀文 役
- ティアモ・チョコレート〜甘い恋のつくり方〜（2012年、三立都會台） - 陸政廷 役
- LOVE NOW ホントの愛は、いまのうちに・・・（2012年、三立都會台） - 孫啓鳴 役
- 好想談戀愛（2015年、三立都會台） - 鄭英杰 役
- 幸福不二家（2016年、台視） - 紀潤華 役
- 本願路（2017年、公視） - 李永平 役

### 舞台
- 莊子兵法（2017年）

### 司会
- 2020年〜　台灣第一等[2]